# Эрозия

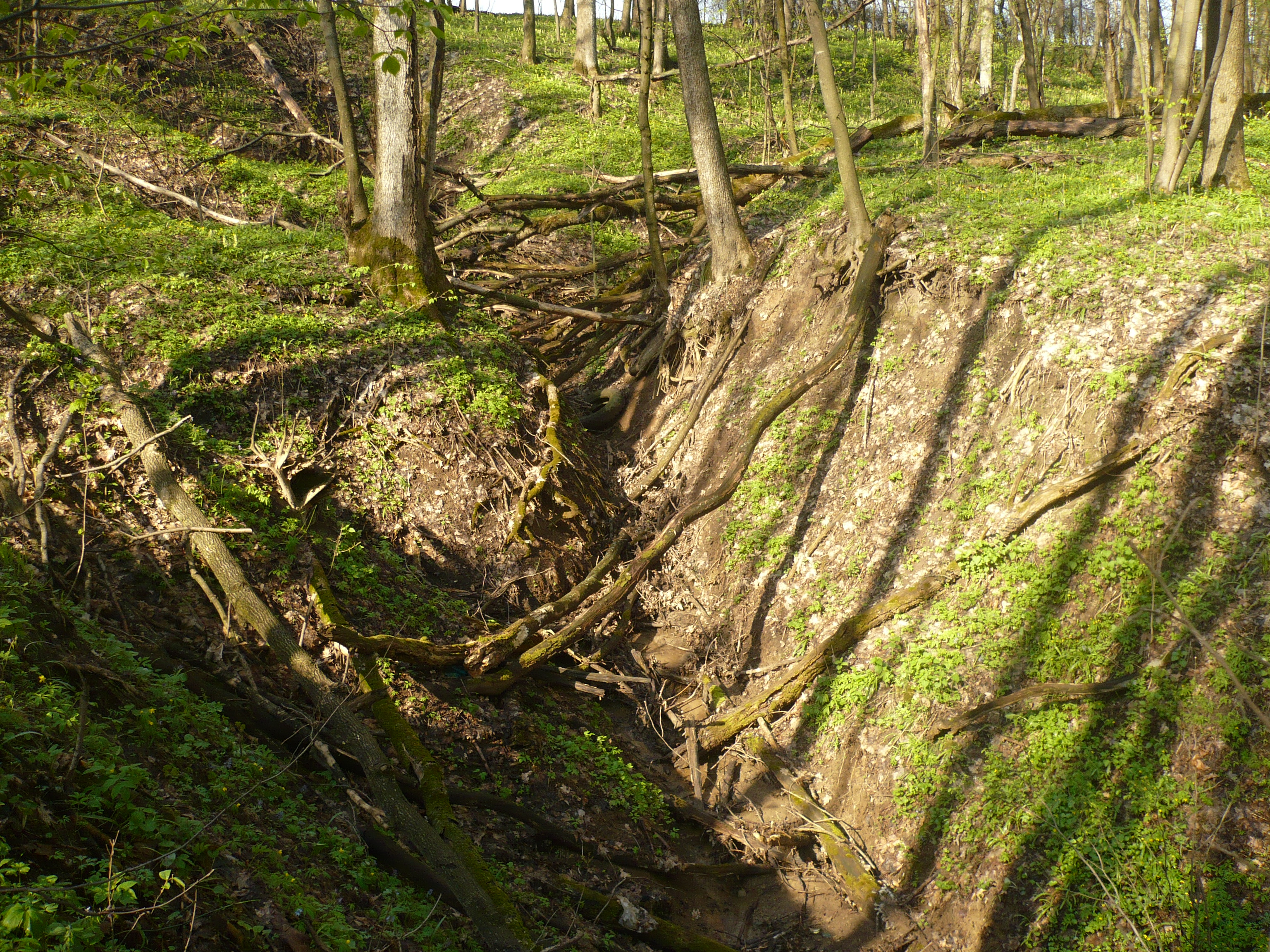
Эрозия в урочище Каменном, Шебекинский район Белгородской области

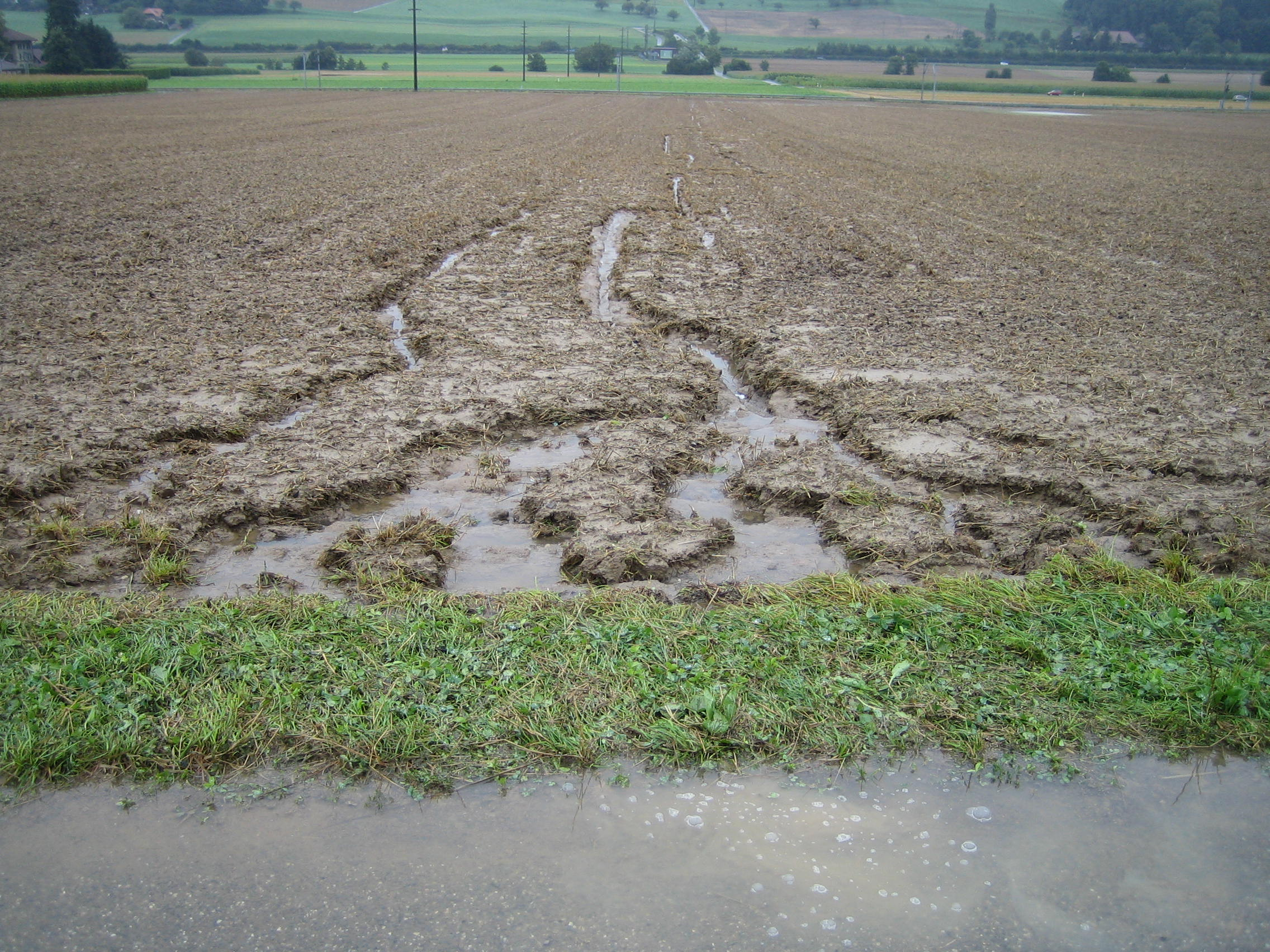
Смыв почв по первичным эрозионным бороздам

Эро́зия (от лат. erosio «разъедание») — разрушение горных пород и почв поверхностными водными потоками, включающее в себя отрыв и вынос обломков материала и сопровождающееся их отложением. Эрозия является причиной образования промоин, оврагов, речных долин.
Эрозия почвы — разрушение (разъедание) почвы.
Часто, особенно в зарубежной литературе, под эрозией понимают любую разрушительную деятельность экзогенных сил, таких, как морской прибой, ледники, ветер; в таком случае эрозия выступает синонимом денудации. Для них, однако, существуют и специальные термины: абразия, экзарация, дефляция и т. д. В русскоязычной литературе под термином эрозия подразумевается работа водных потоков по разрушению и транспорту горных пород.
По скорости развития эрозию делят на нормальную и ускоренную. Нормальная имеет место всегда при наличии сколько-либо выраженного стока, протекает медленнее почвообразования и не приводит к заметным изменениям уровня и формы земной поверхности. Ускоренная идёт быстрее почвообразования, приводит к деградации почв и сопровождается заметным изменением рельефа.
По причинам выделяют естественную и антропогенную эрозию. Антропогенная эрозия не всегда является ускоренной и наоборот. Процессы эрозии распространены на Земле повсеместно в условиях гумидного климата.

## Виды эрозии

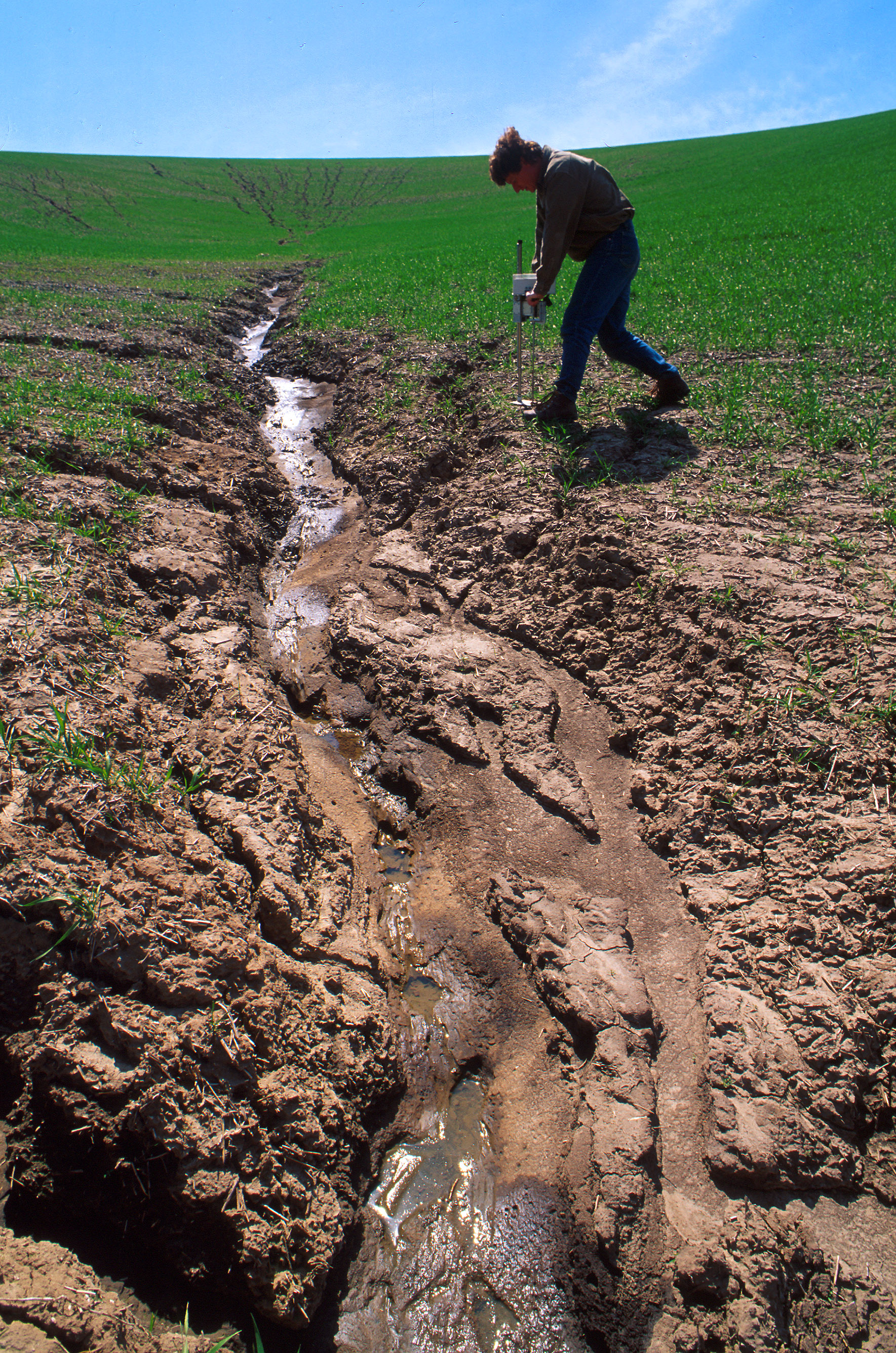
Промоины на пшеничном поле, США

Эрозия происходит под воздействием вре́менных и постоянных потоков воды (ливневые дожди, талые воды и так далее).

### Дождево-капельная
Разрушение почвы ударами капель дождя. Структурные элементы (комочки) почвы разрушаются под действием кинетической энергии капель дождя (энергии, связанной с увеличением скорости капель по мере их приближения к земле) и разбрасываются в стороны. На склонах перемещение вниз происходит на большее расстояние. Падая, частички почвы попадают на плёнку воды, что способствует их дальнейшему перемещению. Этот вид водной эрозии приобретает особое значение во влажных тропиках и субтропиках.

### Плоскостная
Под плоскостной (поверхностной) эрозией понимают равномерный смыв материала со склонов, приводящий к их выполаживанию. С некоторой долей абстракции представляют, что этот процесс осуществляется сплошным движущимся слоем воды, однако в действительности его производит сеть мелких вре́менных водных потоков.
Поверхностная эрозия приводит к образованию смытых и намытых почв, а в более крупных масштабах — делювиальных отложений.

### Линейная
В отличие от поверхностной, линейная эрозия происходит на небольших участках поверхности и приводит к расчленению земной поверхности и образованию различных эрозионных форм (промоин, оврагов, балок, долин). Сюда же относят и речную эрозию, производимую постоянными потоками воды.
- Глубинная (донная) — разрушение (разъедание) дна русла водотока. Донная эрозия направлена от устья вверх по течению и происходит до достижения дном уровня базиса эрозии.
- Боковая — разрушение берегов.

В каждом постоянном и вре́менном водотоке (реке, овраге) всегда можно обнаружить обе формы эрозии, но на первых этапах развития преобладает глубинная, а в последующие этапы — боковая. Смытый материал отлагается обычно в виде конусов выноса и формирует пролювиальные отложения.

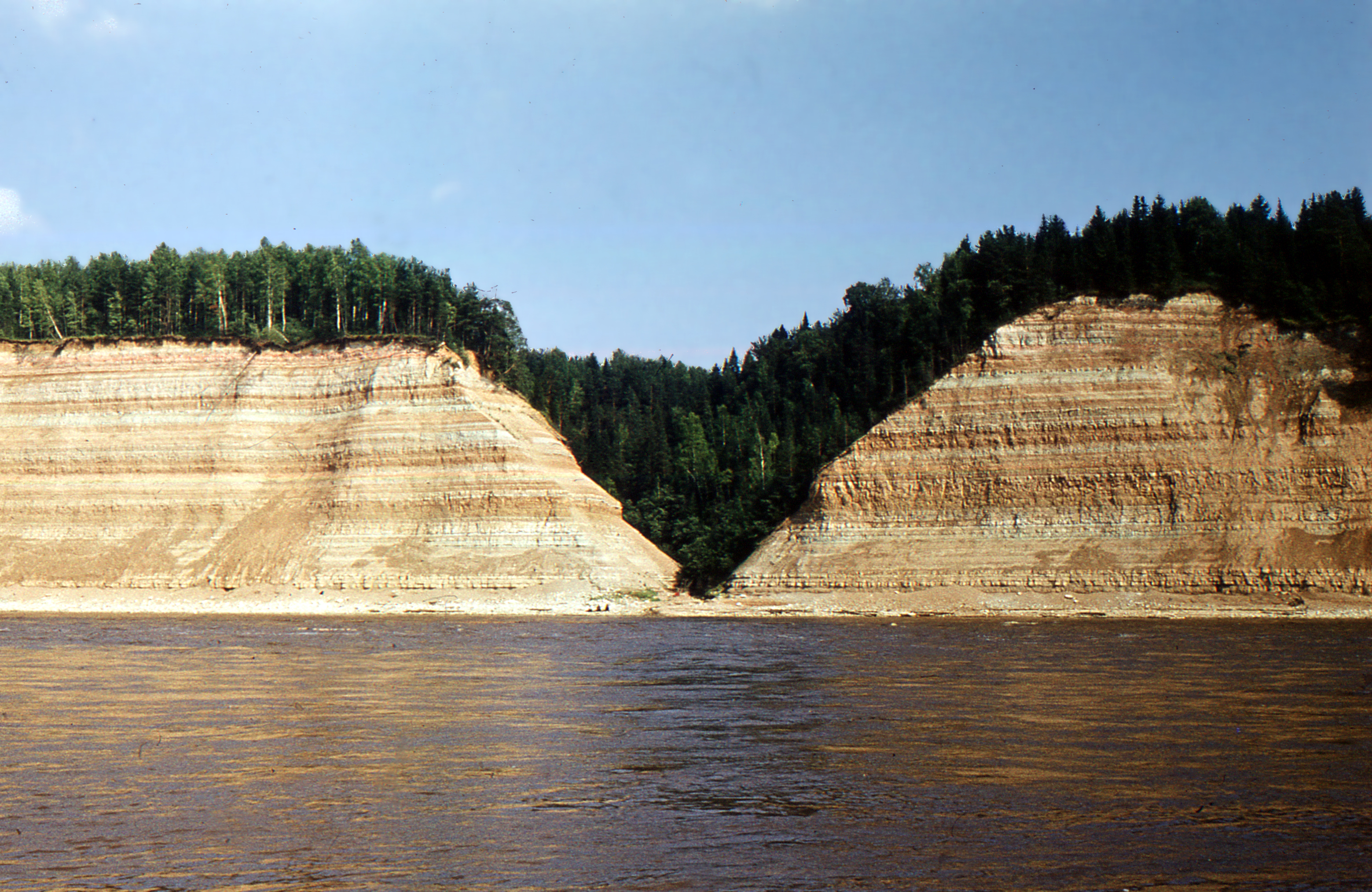
Пример результата работы боковой и глубинной эрозии, обработанных склоновыми процессами. Берег Сухоны

## Механизм эрозии

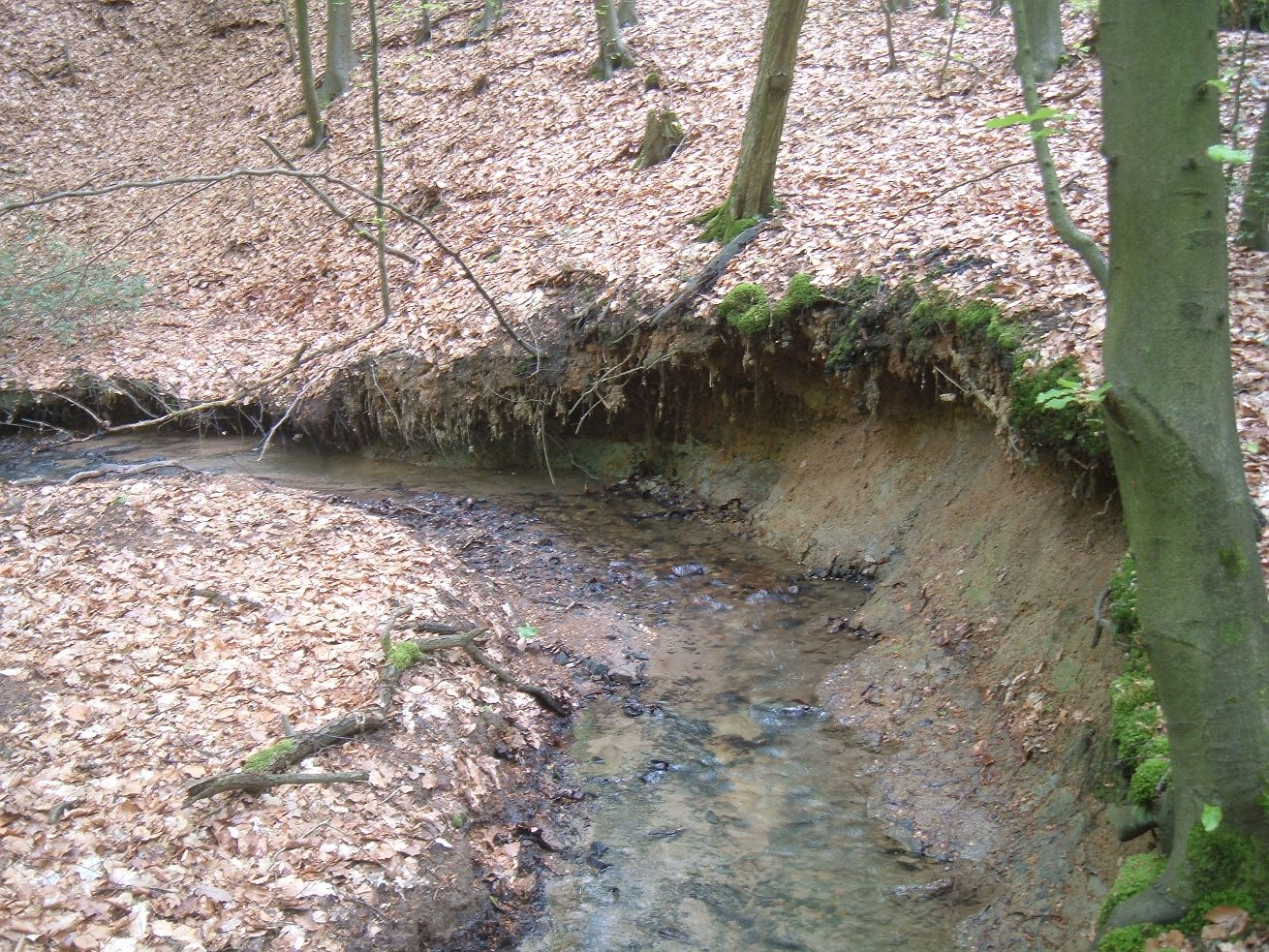
Уступ, сформированный боковой эрозией и склоновыми процессами

Химическое воздействие поверхностных вод, к которым относятся и воды рек, минимально. Основной причиной эрозии является механическое воздействие на горные породы воды и переносимых ею обломков — ранее разрушенных пород. При наличии в воде обломков эрозия резко усиливается. Чем больше скорость течения, тем более крупные обломки переносятся и тем интенсивнее идут эрозионные процессы.
Оценить устойчивость почвы или грунта к действию водного потока можно по критическим скоростям:
- неразмывающая скорость — максимальная скорость потока, при которой не происходит отрыва и перемещения частиц;
- размывающая скорость — минимальная скорость потока, при которой начинается непрекращающийся отрыв частиц[9].

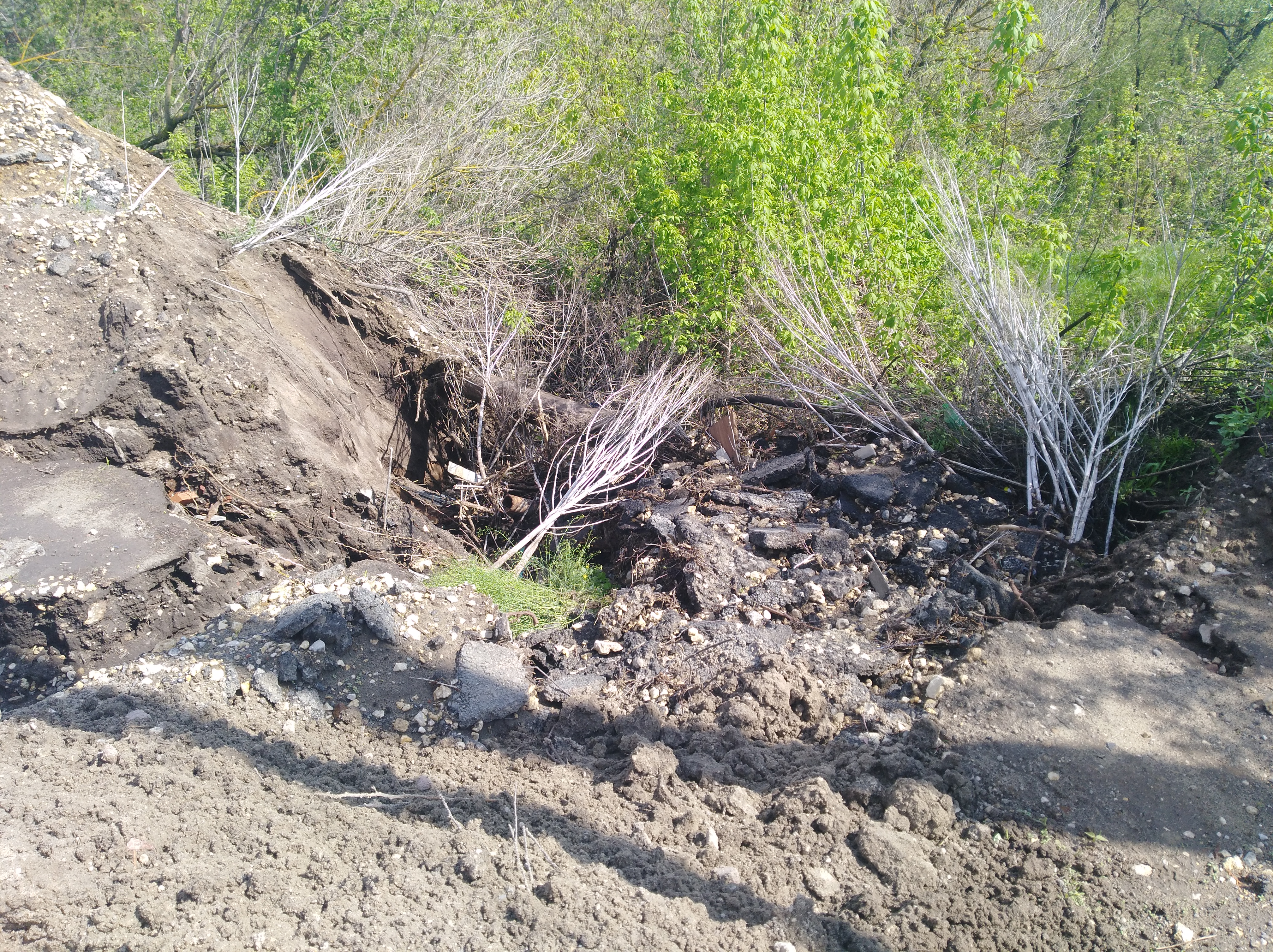
Размываемая дорога и склон, Липецкая область

Для почв и полидисперсных грунтов понятие неразмывающей скорости не имеет физического смысла, поскольку даже при самых низких скоростях происходит вынос наиболее мелких частиц. При турбулентном потоке отрыв частиц происходит при максимальных пульсационных скоростях, поэтому увеличение амплитуды колебания скорости потока вызывает уменьшение критических скоростей для данного грунта.

## Эрозия техногенного происхождения
Решающим фактором стабилизации грунтов и защиты почв от всех видов эрозии является растительный покров. Деревья и кустарники, травостой с развитой корневой системой эффективно снижают скорость приповерхностных воздушных потоков при ветре, обеспечивают поглощение энергии падающих капель при дожде и диссипацию (рассеивание) водных потоков на поверхности.
Поэтому при воздействиях техногенного характера, связанных с обнажением почв, например грунтовых работах при строительстве, разработке карьеров, устройстве шламохранилищ и т. д., возникает опасность резкого роста объёма почвопотерь с эрозией. Например, при устройстве пахотного поля на тяжелосуглинистой (более 40 % физической глины) опесчаненной почве при крутизне склона 10° скорость эрозии возрастает в 50—250 раз по сравнению с травяным покровом, а по сравнению с участком, заросшим лесом, — в 7—35 тысяч раз. При отсутствии противоэрозионных мероприятий почвопотери могут составлять 1—10 см в год. Формы водной эрозии (капельная, поверхностная и линейная) различаются по влиянию почвопотери. На тестовом склоне (песчаная почва, уклон 11°) почвопотери распределились в пропорции 1:20:950. При увеличении процента илистых частиц склонность к эрозии возрастает.
Эрозия почв является значимым фактором риска при реализации инфраструктурных, строительных и сельскохозяйственных проектов, поэтому после проведения грунтовых работ рекомендуется немедленно применять травосеяние («залужение») для восстановления повреждённой поверхности и укрепления склонов. Для обеспечения достаточной защиты почвогрунта в период между травосеянием и получением устойчивого растительного покрова вместе с посевом часто наносится защитное покрытие: вручную — биоматы, механически — гидромульчирование/гидропосев.

## Борьба с эрозией почв
Для предотвращения эрозии почв обеспечивается правильное для данной географической зоны и местности соотношение угодий (пашни, леса, луга), тщательность обработки почвы, а также её удобрение и смену культур, смену пара и посева, чтобы плодородие почвы возрастало, чтобы культурный горизонт почвы увеличивался и обогащался, а не уменьшался и не выщелачивался (см. Щелевание), не смывался и не выдувался. Методы борьбы с эрозией почв изучает эрозиоведение.

## Ветровая эрозия

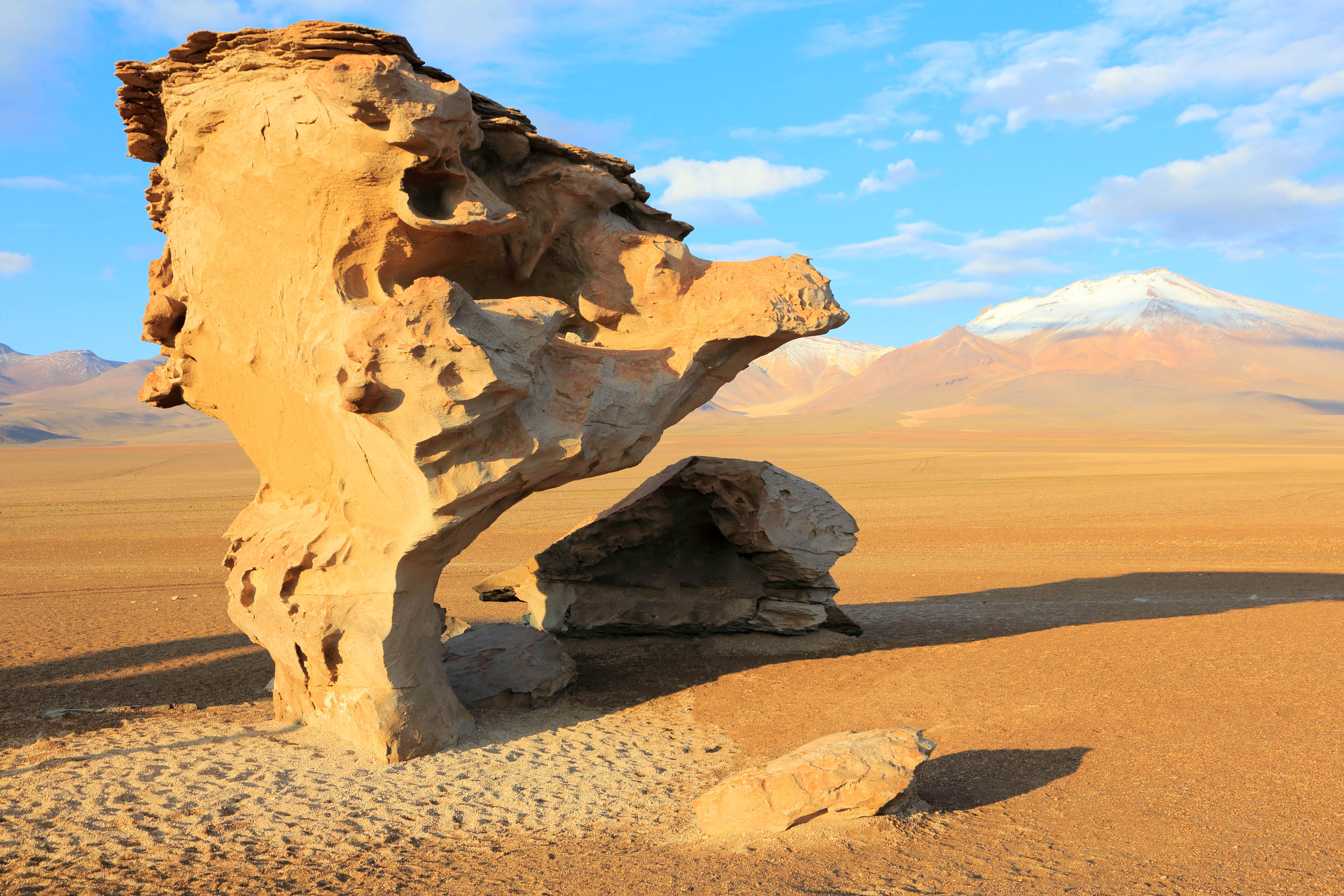
«Каменное дерево» в национальном заповеднике Эдуардо Авароа — результат корразии

Иногда в состав эрозии включают ветровую эрозию. Ветровая эрозия проявляется в разрушающем действии ветра на горные породы. Она является одной из ведущих геологических агентов в изменении рельефа пустынных и полупустынных территорий, оказывает большое влияние на земли сельскохозяйственного назначения. Ветровая эрозия также является одной из основных причин деградации почв, опустынивания, запыления воздуха и ущерба сельскохозяйственным угодьям. Ветровая эрозия включает в себя дефляцию и ветровую корразию.